# Partenaire Particulier
Partenaire Particulier è un gruppo musicale francese nato negli anni ottanta.

## Discografia (parziale)
- Jeux Interdits (1986)
- Geek (2011)